# ГКПП Капитан Андреево – Капъкуле
Граничният контролно-пропускателен пункт Капитан Андреево – Капъкуле (на турски: Kapıkule Sınır Kapısı) е разположен на българско-турската граница в близост до българското село Капитан Андреево на левия бряг на река Марица. Наблизо се намира ГКПП Капитан Петко войвода – Орменион, чрез който се осъществява връзка с Гърция.
Граничен контрол се извършва както на автомобилния, така и на железопътния транспорт. Паралелно на шосейния път е изграден железопътен, като гранични гари са Свиленград на българска и Капъкуле на турска територия.
ГКПП е разположен на главния шосеен път и железопътната линия от Западна Европа през Истанбул за Азия. Тук през Античността е преминавал римският път Виа Милитарис.
Граничният пункт е сред основните за преминаване на българската граница, тук протича по-голямата част от търговията между Турция, Иран и Сирия, от една страна, и страните от Европейския съюз, от друга страна. От 2005 г. е забранено преминаването на ГКПП от пешеходци.
ГКПП Капитан Андреево – Капъкуле е сред най-големите и натоварени в света по брой пътници и количество товари, преминаващи през него – по данни от 2008 г. той е най-натовареният сухопътен граничен пункт в Европа.